# رکاناتی
رکاناتی (به ایتالیایی: Recanati) یک کومونه در ایتالیا است که در استان ماچراتا واقع شده‌است.

## خصوصیات
رکاناتی ۱۰۲ کیلومترمربع مساحت و ۲۱٬۸۳۰ نفر جمعیت دارد و ۲۹۶ متر بالاتر از سطح دریا واقع شده‌است.

## خواهرخوانده
شهرهای بله (رومانی)، فراتا پولزینه و کونورسانو خواهرخوانده‌های رکاناتی هستند.